# Phumosia metallica
Phumosia metallica este o specie de muște din genul Phumosia, familia Calliphoridae. A fost descrisă pentru prima dată de Mary Katherine Curran în anul 1931.
Este endemică în Zimbabwe. Conform Catalogue of Life specia Phumosia metallica nu are subspecii cunoscute.